# Kim Yong-ik
Kim Yong-ik (김용익?; 17 maggio 1947) è un ex judoka nordcoreano. Vincitore della medaglia di bronzo ai Giochi olimpici di Monaco 1972 nella categoria 63 kg.

## Palmarès
Olimpiadi
- 1 medaglia:
  - 1 bronzo (63 kg a Monaco 1972)